# Демократические левые (Греция)
Демократические левые (ДИМАР; греч. Δημοκρατική Αριστερά — ΔΗΜΑΡ) — левоцентристская партия в Греции, входившая в состав правящей коалиции с партиями Новая демократия и Всегреческое социалистическое движение (ПАСОК).

## История
Партия была основана 27 июня 2010 года Фотисом Кувелисом на основе социал-демократического крыла Синаспизмос, крупнейшей партии Коалиции радикальных левых (СИРИЗА) — фракции «Ананеотики» («Обновление»). Фракция добивалась роспуска СИРИЗА и союза с ПАСОК, а также критиковала большинство СИРИЗА за критическое отношение к ЕС.
Ранее, на VI съезде Синаспизмос, Кувелис выставил свою кандидатуру на пост руководителя Синазписмос и Коалиции радикальных левых (СИРИЗА), но проиграл представителю более радикальных взглядов Алексису Ципрасу (28,67% против 70,41%). К новой партии присоединились ещё три (из шести представлявших платформу) депутата от СИРИЗА (включая диджея Григориса Псарианоса) и, впоследствии, шесть депутатов от ПАСОК, что позволило создать фракцию из десяти депутатов. В состав партии 22 марта 2012 года влился ещё один откол от ПАСОК — «Свободные граждане».
На местных выборах 2010 года мэром Афин был избран выдвинутый «Демократическими левыми» независимый кандидат — профессор конституционного права Йоргос Каминис, набравший во втором туре 52 % голосов.
На досрочных парламентских выборах в мае 2012 года получила 386 116 (6,11 %) голосов и 19 мест в парламенте, на внеочередных выборах в июне 2012 года — 385 079 (6,26 %) и 17 мест в парламенте. 19 июня 2012 года представители ПАСОК и Демократических левых провели совещание, на котором договорились о совместном вступлении в коалицию с правоцентристской «Новой демократией», и уже 20 июня было официально объявлено о создании коалиции, которая согласна поддержать предложенную международным сообществом экономическую программу по выходу из кризиса.
Хотя партии ДИМАР покинула коалицию в связи с несогласием с закрытием национальной телекомпании ERT и увольнением всего её штата, участие в правительстве, проводившем политику жёсткой экономии, подкосило её популярность и она больше не проходила в парламент самостоятельно.